# 何树平
何树平（1968年11月—），男，汉族，四川南充人，中华人民共和国政治人物，中国共产党党员，第十三届全国人民代表大会四川地区代表。

## 生平
2014年，擔任四川省人民政府研究室副主任、主任。2017年9月，擔任中共自贡市委副书记、市長。2018年2月24日，当选为第十三届全国人大代表。2021年3月，任四川省住房和城乡建设厅党组书记、厅长。2022年7月，调任中共广元市委书记。